# Keramik aus Gschel

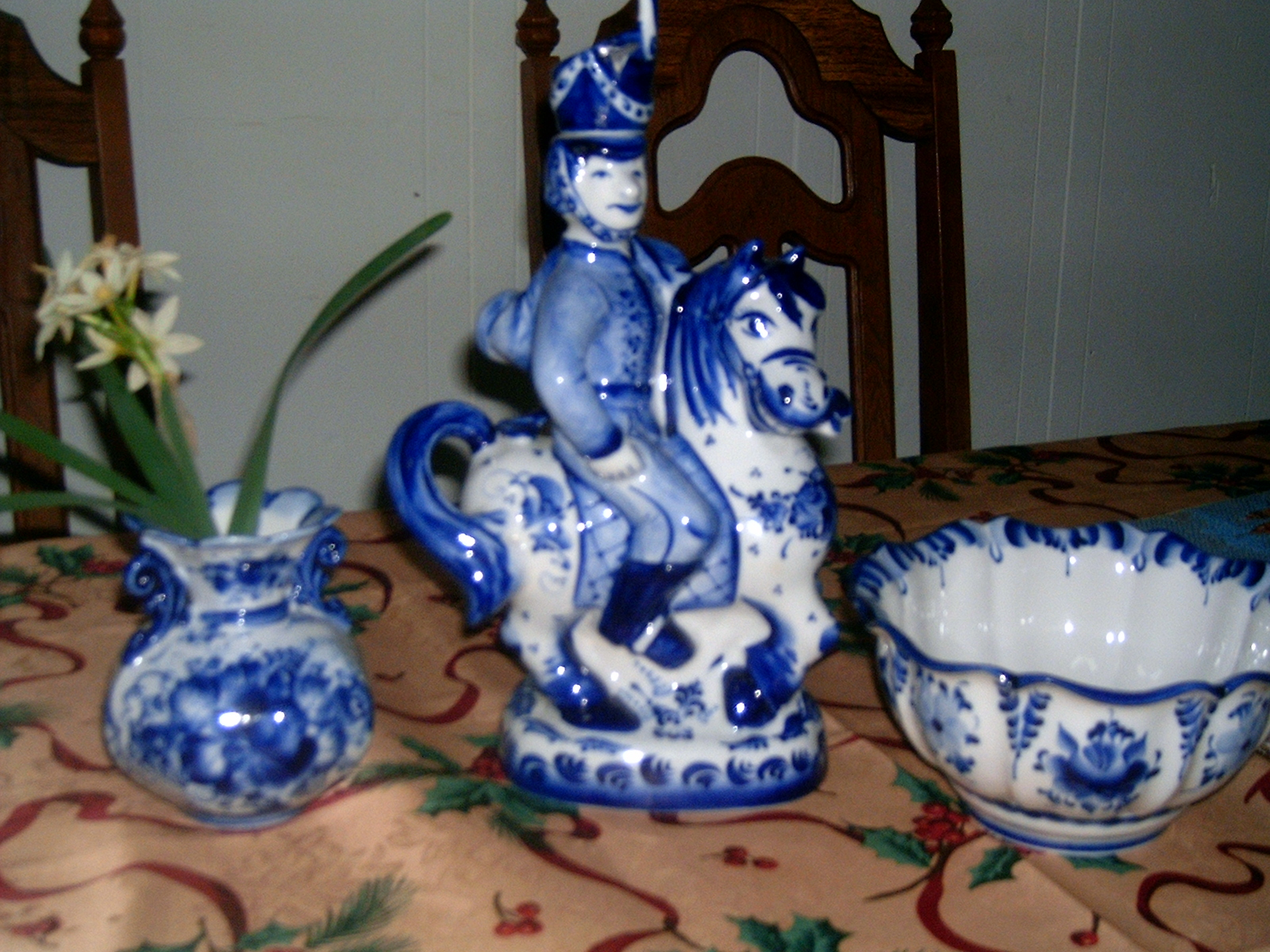
Blumenvase, Reiterfigur und Schale aus Gschel

Lage von Gschel – östlich von Moskau

Keramik aus Gschel (russisch Гжельская керамика) oder oft einfach nur Gschel (Гжель) ist eine typisch russische Keramik, die ihren Namen vom Gebiet Gschel herleitet, einem der traditionellen russischen Zentren der Keramikherstellung. In Gschel wurden im Laufe der Jahrhunderte verschiedene Keramiken gefertigt. Es fing mit Steinzeug an, setzte sich über Majolika-Keramik, Halbsteinzeug und Fayencen fort und ab 1802 dann mit der Porzellanherstellung.
Es wurden die verschiedensten Keramikgefäße und andere Keramikgegenstände mit unterschiedlichster Funktion und Größe gefertigt: Blumenvasen, Eierbecher, Fingerhüte, Kaminuhren, Karaffen, Salatschüsseln, Salzstreuer, Schmuckdosen, Suppenschüsseln, Teller, Wodkakrüge, Zuckerdosen und kleine menschliche Figuren. Aber auch Backsteine, Tonrohre, Porzellanfliesen (Keramikfliesen) und besonders keramische Spielzeuge in Form von Vögeln und Raubtieren wurden in Gschel hergestellt, ebenso Kleinporzellanplastik – Nippes und Statuetten – und dekorative Figuren: Pferde, Reiter, Vögel, Puppen, Miniaturgefäße.
Das Geschirr und die Figuren in Form von Tieren und Gestalten aus dem russischen Alltag wurden zunächst in lila, gelber, blauer und brauner Farbe mit Pflanzenmotiven (Blumen, Blätter und Gräser) in einem charakteristischen, volkstümlichen Stil bemalt.
Erst später wurden die künstlerisch gestalteten Gegenstände aus weiß glasierter Keramik oder aus weißem Porzellan mit einer typischen kobaltblauen Bemalung auf weißem Grund bemalt. Der weiße Untergrund wird mit einer weißen Glasur auf Zinnoxidbasis erzeugt, die auf die Keramik aufgetragen wird.

## Ortschaft Gschel
Das Wort Gshel hat mehrere Bedeutungen. Einmal ist es die geographische Bezeichnung einer von Moskau sechzig Kilometer entfernten Gegend, die drei Dutzende von Dörfern und eine gleichnamige Siedlung in sich vereinigt. Zum anderen ist dieses Wort für die Kunstforscher mit einer ganzen Richtung in der Geschichte der russischen Keramik verbunden. Verknüpft ist es auch mit dem von alters her in der Töpferei verwendeten Begriff shetsch (brennen), und es ist durchaus möglich, dass von diesem Verb in einer transformierten Form der lautverwandte Eigenname Gshel herrührt.
Das Gebiet umfasste ein großes Gebiet, das aus 27 Dörfern bestand, die im Verband des Kust Gschel (russ. Гжельский куст/Gschelski kust) vereint waren, 50 bis 60 Kilometer südöstlich von Moskau entfernt.
Der Gschelski Kust gehört heute zum Rajon Ramenskoje (russ. Раменский район) der Oblast Moskau. Vor der Oktoberrevolution (1917) gehörte der Rajon Ramenskoje zum Ujesd Bogorodsk (russ. Богородский уезд, das heutige Noginsk).

## Geschichte

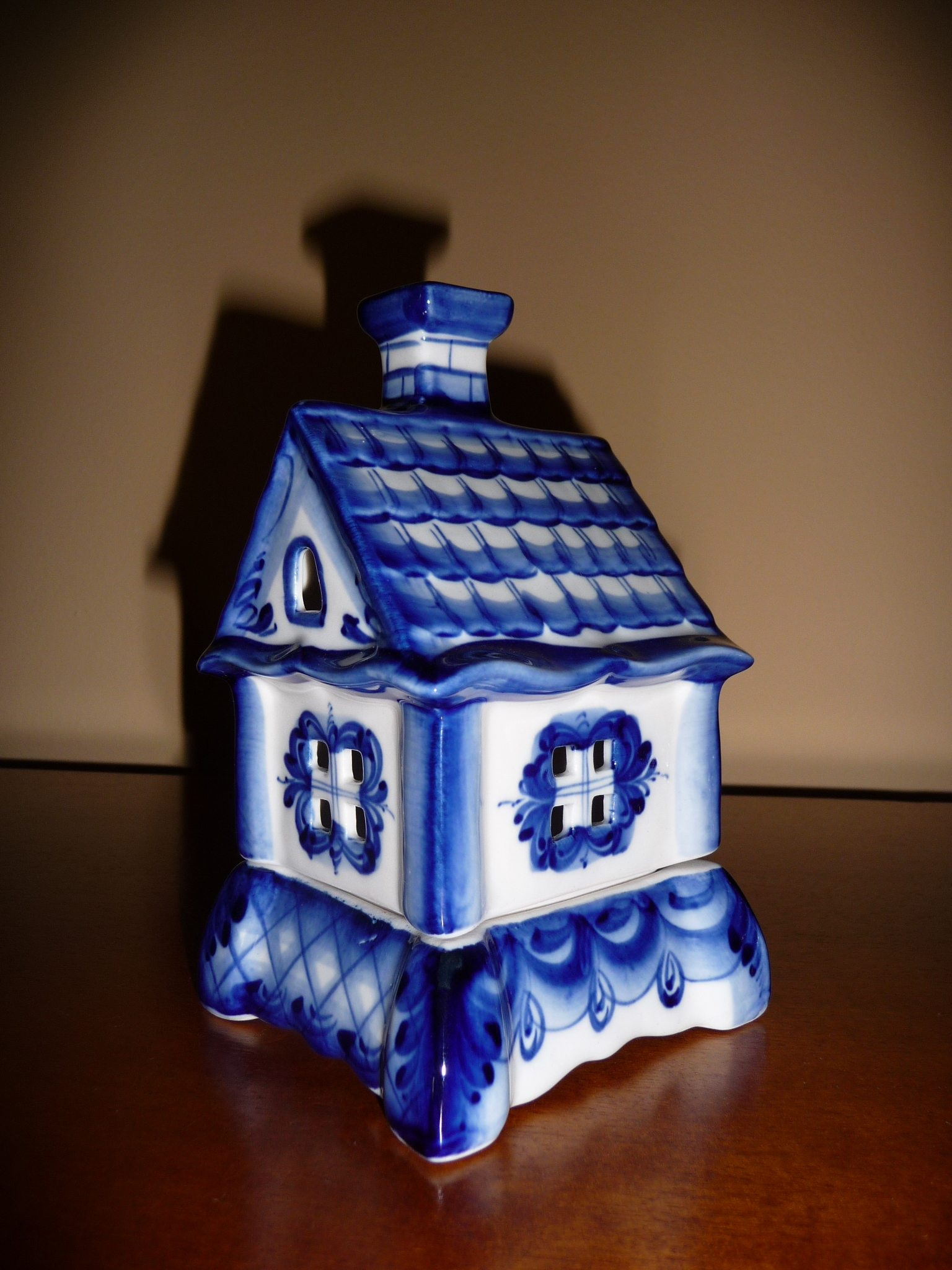
Keramik-Räucherhaus für Kerzen (Gschel)

Die erste Erwähnung des Ortes Gschel findet sich bei Iwan I. in einem Testament von 1328.
Frühzeitig war Gschel für seine Vorkommen heller Tone bekannt, deren Abbau in großem Umfang in der Mitte des 17. Jahrhunderts begann. 1663 gab Zar Alexei Michailowitsch einen Ukas heraus, aus Gschel „für die Herstellung von Apotheker- und Alchimistengeschirr geeigneten Ton zu senden“ (pharmazeutische Keramik). Damals wurden 15 Fuhren Ton für den Apothekenbedarf aus der Wolost Gschel (russ. Гжельская Волость/Gschelskaja Wolost) nach Moskau geliefert und weitere regelmäßige Lieferungen angeordnet. Der Ton wurde auch an die Töpfer in der Jauskaja Sloboda (russ. Яузская Слобода) geliefert, die Keramik für Moskau herstellten. Die Tongewinnung aus den tiefen Gruben, die oft nur unzureichend abgesichert waren, war der härteste Teil der Arbeit. Diese Arbeit wurde im Winter erledigt, wenn der Boden gefroren war.
Hauptsächlich für den Bedarf des nahen Moskau wurden in Gschel bis zur Mitte des 18. Jahrhunderts vorwiegend einfaches, für diese Zeit übliches, Steingutgeschirr, Töpferwaren, Backsteine, Tonrohre, Porzellanfliesen (Keramikfliesen), Ofenkacheln und auch einfache Spielzeugfiguren hergestellt. Jährlich wurden mehrere Hunderttausend Stück Spielsachen aus Keramik produziert. In dieser Zeit äußerte sich der russische Universalgelehrte Michail Lomonossow wohlwollend, „nirgends auf der Welt“ habe er – „außer vielleicht für die Porzellanherstellung verwendeten“ – reineren und weißeren Ton gesehen als „unseren Gscheler“.

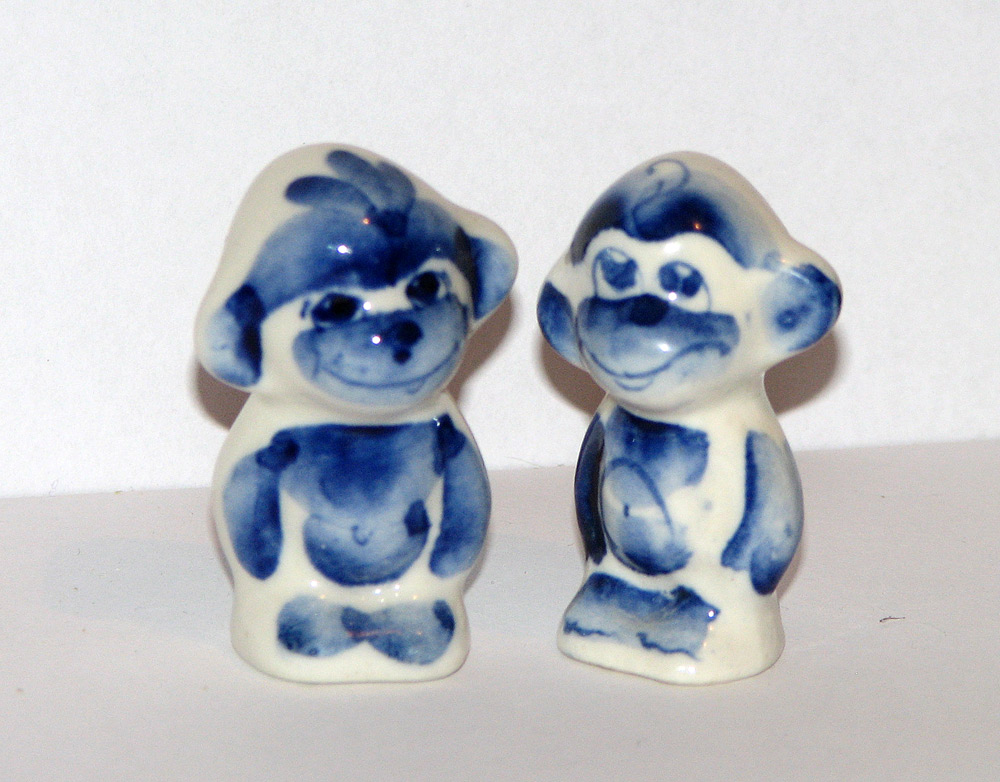
Keramikspielzeug – mit Gschel-Bemalung

Afanasiew Grebenschtikow (Афанасиев Гребенщиков) hatte 1724 in Moskau die erste russische Manufaktur für Majolika-Keramik eröffnet, deren Erzeugnisse den Delfter Fayencen ähnelten. Viele Leute aus Gschel hatten dort als Töpfer gearbeitet und die technologischen Geheimnisse der neuen Keramikproduktion kennengelernt. Nach ihrer Rückkehr nach Gschel setzten sie dann dort ihr Handwerk fort. Sie verwendeten nicht mehr nur den herkömmlichen roten Ton, wie in Moskau, sondern auch weiße Tonmassen mit Beimischungen von anderen Tonarten und Mineralien. Die Handwerker waren Bauern, die sich mit dem Handwerk einen zusätzlichen Lebensunterhalt sichern mussten. Von Gschel aus verbreitete sich die Keramikproduktion auch in andere Ujesds der Oblast Moskau – z. B. Kolomna und Serpuchow.
1760 hatte Gschel 72 Höfe. Um 1770 und 1780 wurde Gschel zum russischen Produktionszentrum für künstlerisch gestaltete MajolikaStücke (Tabakpfeifen, Kacheln, Tischgeschirr und Kleinplastiken) aus buntem emailliertem Ton. Diese ist nicht wie die typische Gschel-Keramik ausschließlich blau-weiß, sondern ist auf weißem Grund mit blauen, grünen, gelben und braunen Farben bemalt. 1787 hatten 25 Dörfer in der Umgebung von Gschel Keramikbrennöfen. Die farbig bemalte Majolika-Keramik löst die bis dahin vorherrschende „schwarze (einfache) Töpferware“ und die „glasierte Töpferware“ ab.

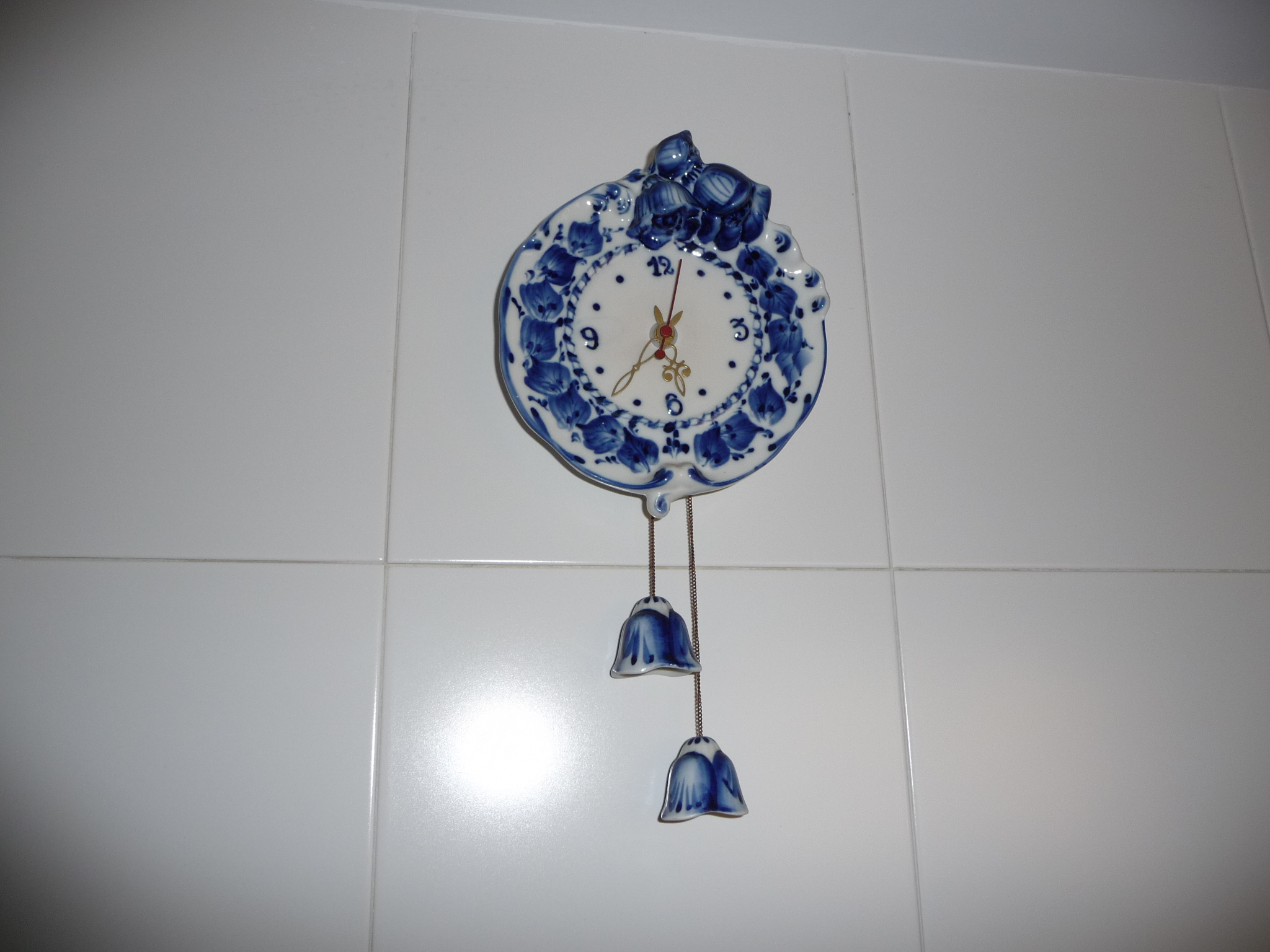
Wanduhr (Keramik aus Gschel)

Zu Beginn des 19. Jh. wurde die Majolika durch die Halbfayence abgelöst. Ab etwa 1800 ging man nach dem Fund neuer, geeigneter heller Tonvorkommen bei den Dörfern Minino (russ. Минино) und Wolodino zur Herstellung von Halbsteinzeug, Halbfayencen (Mezzomajolika), Fayencen und Porzellan über. Man begann mit der Produktion von Halbsteinzeug, aus dem große Mengen von Bottichen zum Ansetzen von Kwas hergestellt wurden.
1812 gab es in den umliegenden etwa zwei Dutzend Dörfern, die „Gscheler Busch“ (Gschelski Kust) genannt wurden und zu den Ujesden Bogorodsk und Bronnizy gehörten, 25 Fabriken, darunter als bekannteste die von Jermil Iwanow und den Laptews in Kusjajewo Kusjaewo (russ. Кузяево) sowie die erste Porzellanfabrik der Brüder Kulikow. (Johann Böttger und Ehrenfried Walther von Tschirnhaus hatten bereits 1707 in Sachsen die Rezeptur für die Herstellung des europäischen Porzellans gefunden.) Gegen Ende des 19. Jahrhunderts verlor jedoch die handwerkliche Produktion des Porzellans in Gschel im Kampf mit der industriellen Porzellanherstellung und die Keramikwerke in Gschel mussten schließen.

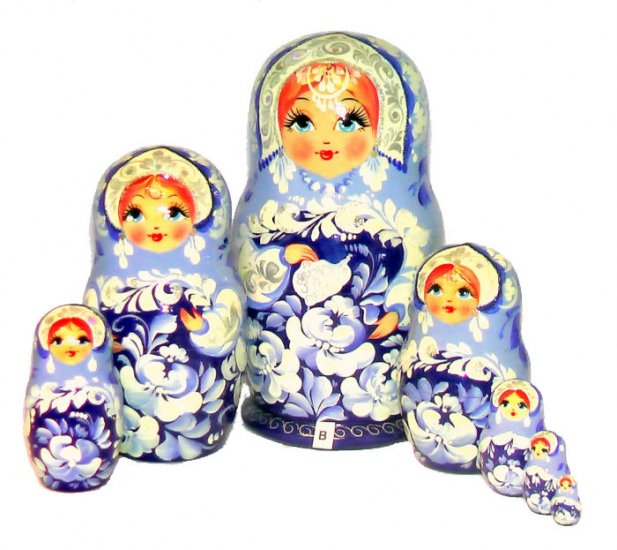
Matrjoschka aus Gschel-Keramik (sonst traditionell aus Holz gefertigt)

Um 1800 hatten die Brüder Kulikowi (Куликовы), Bauern aus dem Dorf Wolodino (Uesd Bronnizkowo) eine Zusammensetzung für weiße Fayence-Massen gefunden. Dort wurde auch um 1810 der erste Betrieb für die Porzellanherstellung gegründet. Sein Gründer Pawel Kulikow (Павел Куликов), hatte die Porzellanherstellung bei seiner Arbeit im Betrieb Otto im Dorf Perowo kennengelernt. Kulikows Betrieb war der Ursprung der Porzellanproduktion in Gschel. Um sein Geheimnis der Porzellanherstellung zu bewahren, hatte Kulikow alles selbst gemacht und nur einen Angestellten genommen. Die Töpfer G. N. Chrapunow und E. G. Gusjatnikow brachen jedoch in seine Werkstatt ein, stahlen eine Tonprobe und zeichneten den Aufbau seines Brennofens ab. Danach eröffneten sie eine eigene Werkstatt.
Bekannte Meister für die Gschel-Keramik waren Nikofor Semjonowitsch Gusjatnikow (Никифор Семёнович Гусятников), Iwan Nikiforowitsch Sposlej (Иван Никифорович Срослей) und Iwan Iwanowitsch Kokun (Иван Иванович Кокун).

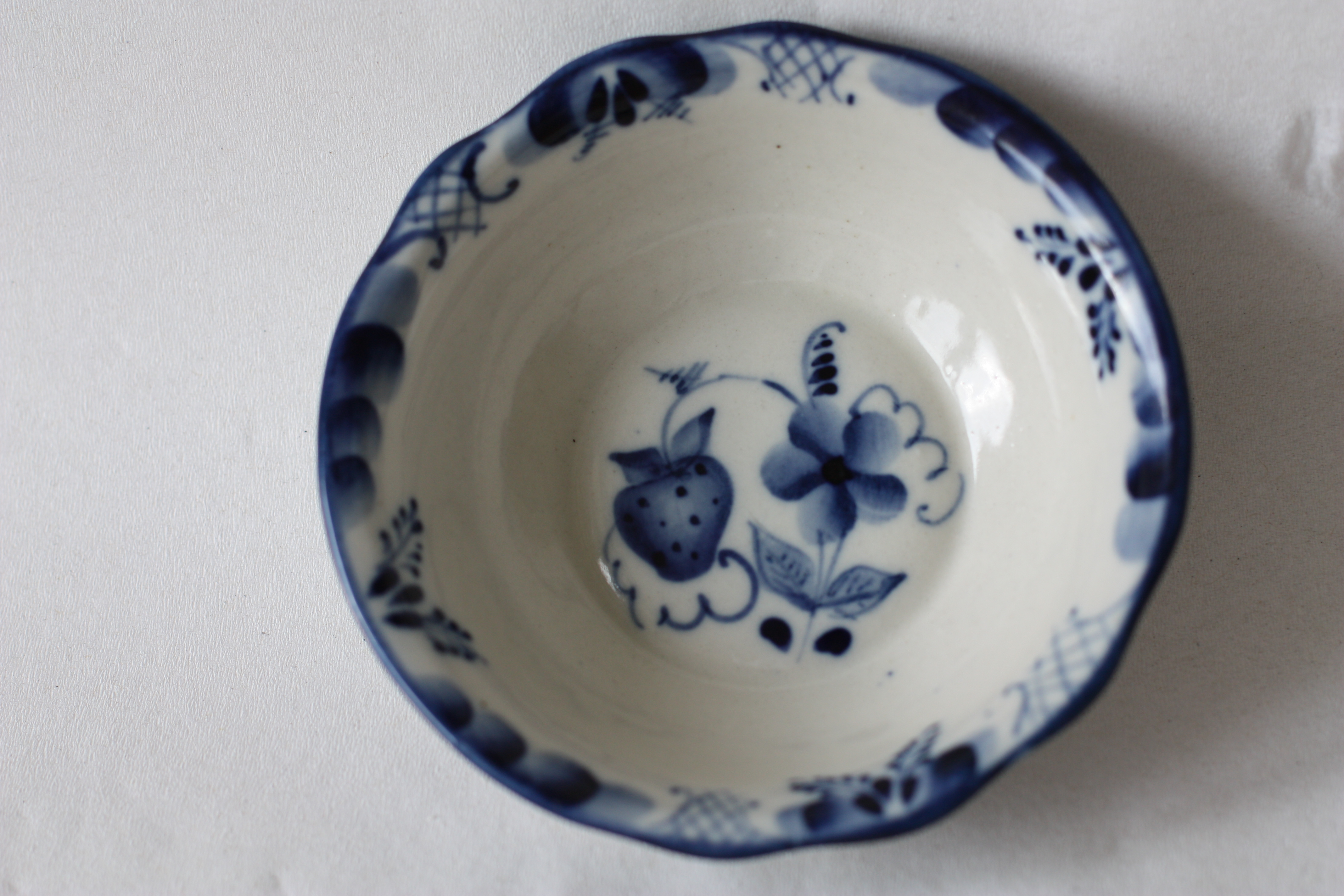
Kleine Schüssel aus Gschel

Ihre Blütezeit erlebte die Porzellankunst in Gschel um 1830/40. Zu dieser Zeit überwogen bei der Bemalung kräftige Farben, es wurden Blumenornamente ohne farbigen Hintergrund gemalt. Auch eine reiche Kobalt- und Goldbemalung war üblich.
Ab der zweiten Hälfte der 1820er Jahre wurde nur noch dunkelblaue Farbe verwendet. Im Bestreben dünne Fayencen und dünnes Porzellan herzustellen, wurde zur Verbesserung der Tonmassen ständig mit deren Zusammensetzung experimentiert. Das zweite Viertel des 19. Jahrhunderts markiert den Höhepunkt der Gscheler Keramikkunst in allen Ausprägungen; in dieser Zeit stammte etwa die Hälfte der Keramikproduktion Russlands aus Gschel. Danach kam es Mitte des 19. Jahrhunderts zu einem Niedergang der Keramikbetriebe in Gschel.

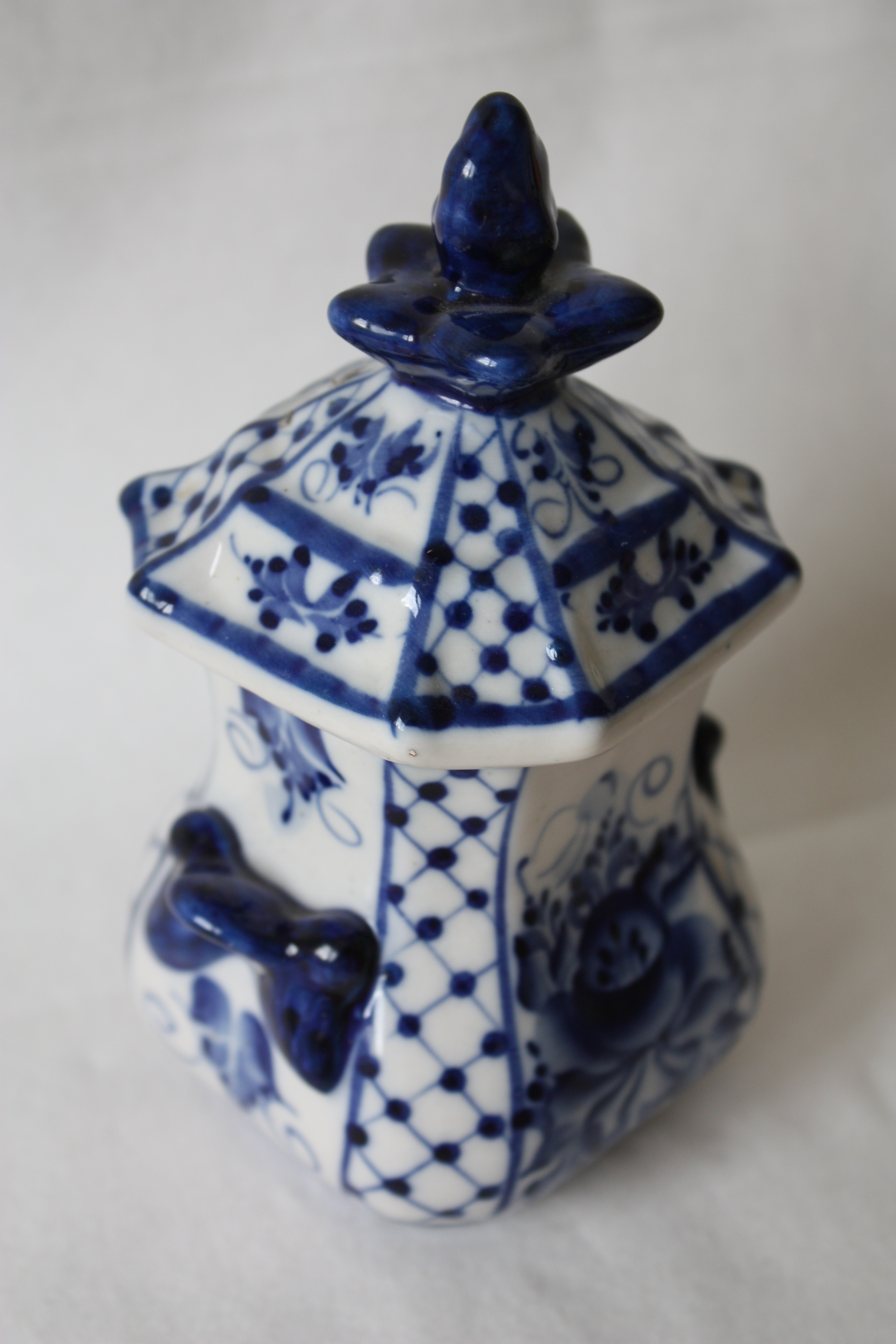
Behälter mit Deckel aus Gschel

Gegen Ende des Jahrhunderts war die gesamte Produktion in den Händen der Unternehmerfamilie Kusnezow, die ursprünglich auch aus Gschel stammten. 1810 hatten die Kusnezows in Nowo Charitonowo die erste Porzellanfabrik gegründet. Michail Pettrowitsch Kusnezow (russ. Михаил Петрович Кузнецов) hatte 1845 einen kleinen Keramik-Betrieb mit 8 Angestellten, 1856 waren es 11 Angestellte. Der Betrieb wurde 1876 geschlossen.
Ende des 19. Jahrhunderts erlebte das Keramik-Kunstgewerbe in Gschel seinen fast völligen Niedergang, und nach der Oktoberrevolution 1917 wurden die Kusnezow-Fabriken verstaatlicht.

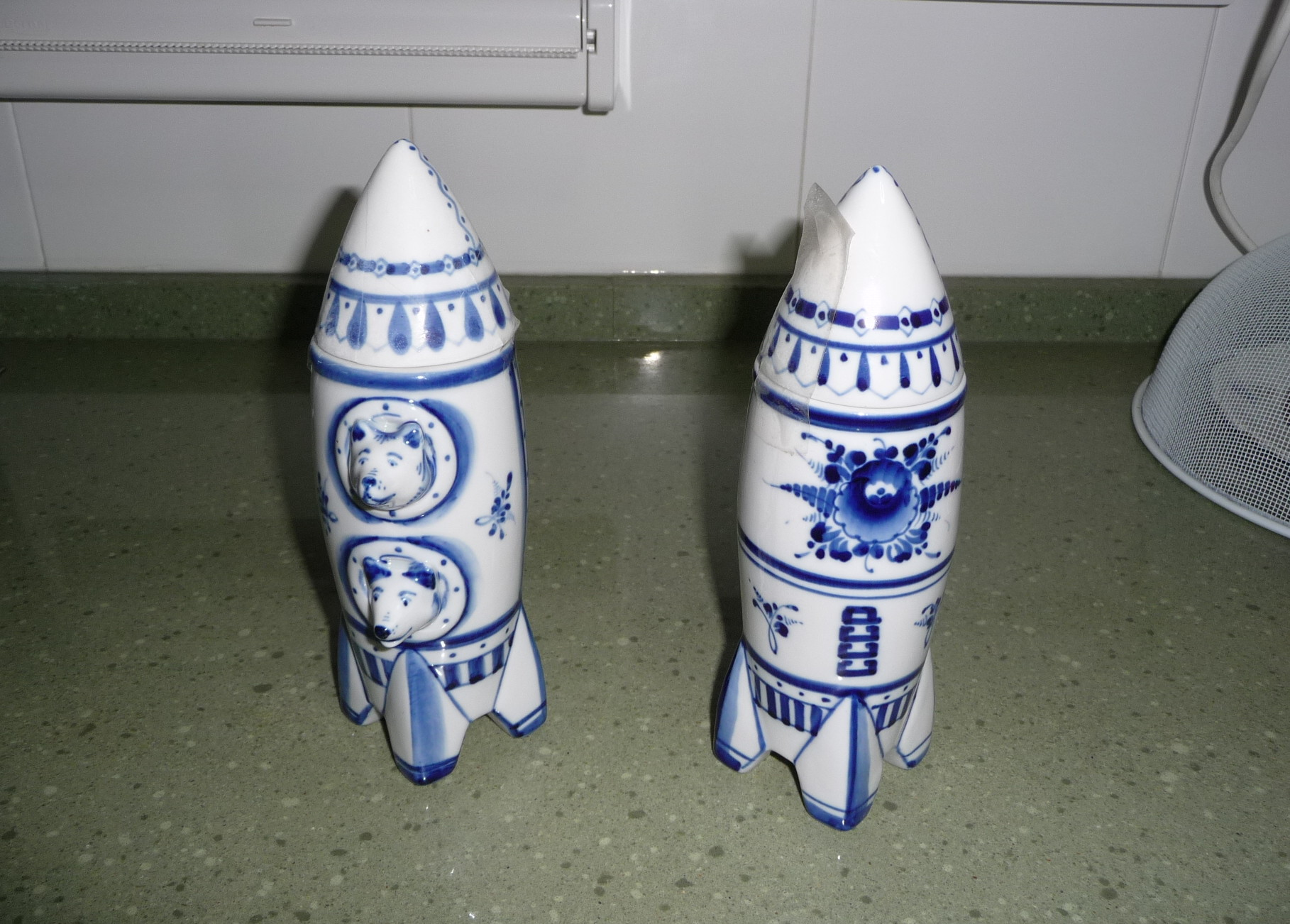
Zwei Flaschen aus Gschel in der Form eines Raumschiffs

Eine Wiederbelebung der Produktion in großem Umfang jedoch ergab sich erst ab Mitte des 20. Jahrhunderts. In den 1950er Jahren wurde dazu in Gschel zunächst einmal die Kunst der Porzellanherstellung reanimiert. Die anfängliche Absicht, zur Majolika zurückzukehren, wurde jedoch aus ökonomischen Gründen verworfen, und so beschloss man schließlich, einfache Formen aus dickwandigem Porzellan mit kobaltblauer Unterglasurbemalung herzustellen – die heute als „Gscheler Keramik“ bekannte weiß-blaue Keramik.
Mitte des 20. Jahrhunderts begann in Gschel der Wiederaufbau des Keramikhandwerks, das unlängst sein 670-jähriges Bestehen in Gschl feierte. In den 1930er und 1940er Jahren war in Gschel fast die Hälfte der russischen Porzellanbetriebe konzentriert. Zur gleichen Zeit wurden dort Elektroisolatoren für die Elektrifizierung der Sowjetunion gebaut.
Ab 1970 wurden in allen Gscheler Keramikbetrieben auch Technische Keramik und Konsumgüter des täglichen Bedarfs aus Keramik hergestellt. Der Keramikbetrieb in Turigino (russ. Турыгино) setzte zur Sowjetzeit die Tradition der Gscheler Keramik mit satten blauen Farben auf weißem Grund fort. Bekannte Künstler dieses Betriebes waren N. I. Bassarabowa (Н. И. Бессарабова) und L. P. Asarowa (Л. П. Азарова).
1989 wurde in Gschel der Betrieb „wissenschaftliche-Produktionsvereinigung Sin Rossii“ (russ. „Научно-производственное объединение Синь России“) gegründet, um dort manuell Porzellanerzeugnisse in der Tradition der Keramik aus Gschel herzustellen.

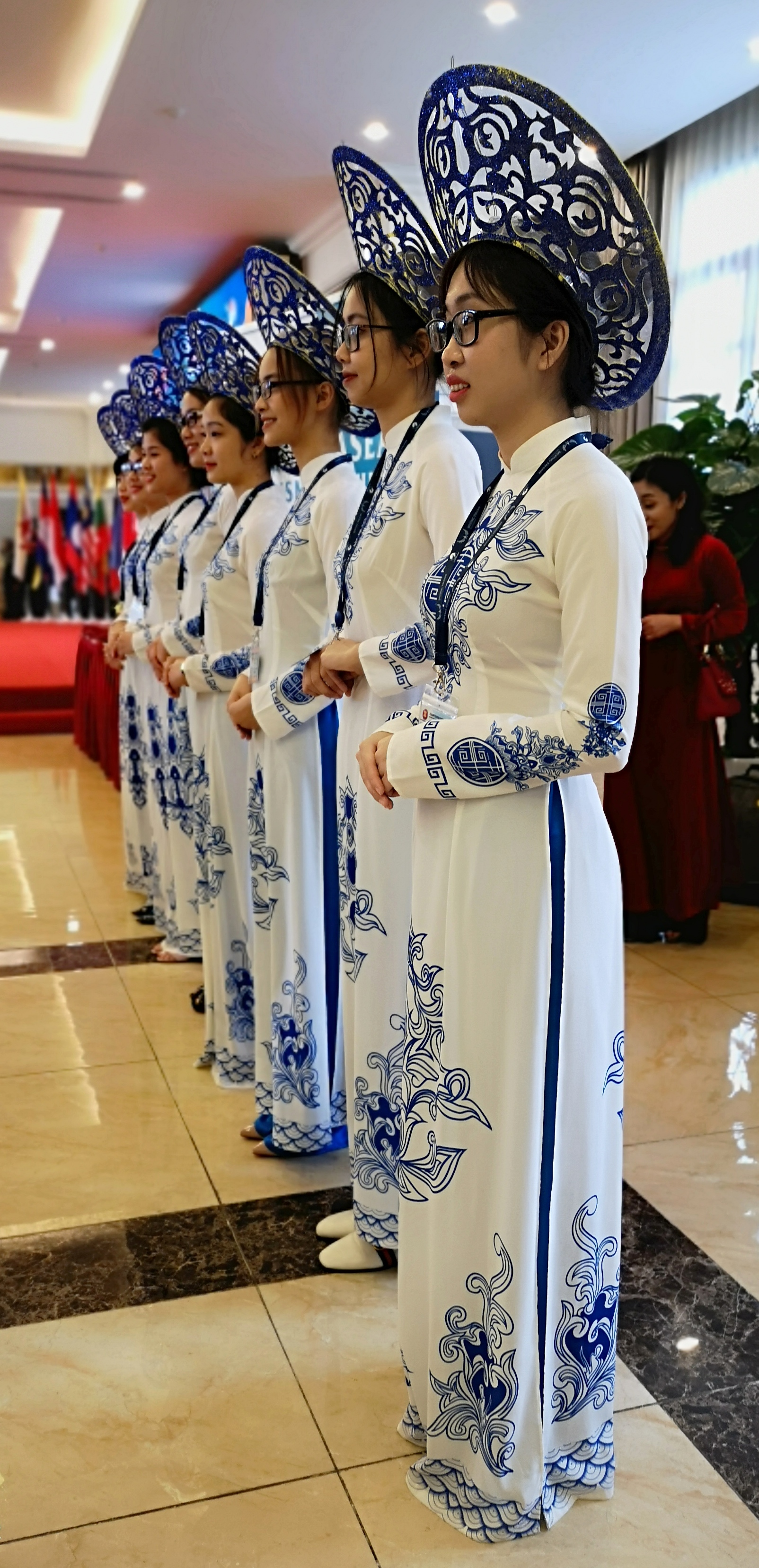
ASEAN Tourism Awards 2019

## Markenzeichen
Der Name Gschel (russ. Гжель) leitet sich von „brennen“ (Keramik brennen) ab: „schgel“ (russ. жгель). Deshalb kann die Keramik aus Gschel den Porzellanstempel „Gschel“ oder „Schgel“ als Markenzeichen tragen.
„Жгель“ („schgel“) ist eines von mehreren nach 1991 entstandenen Unternehmen bzw. Privatfirmen.

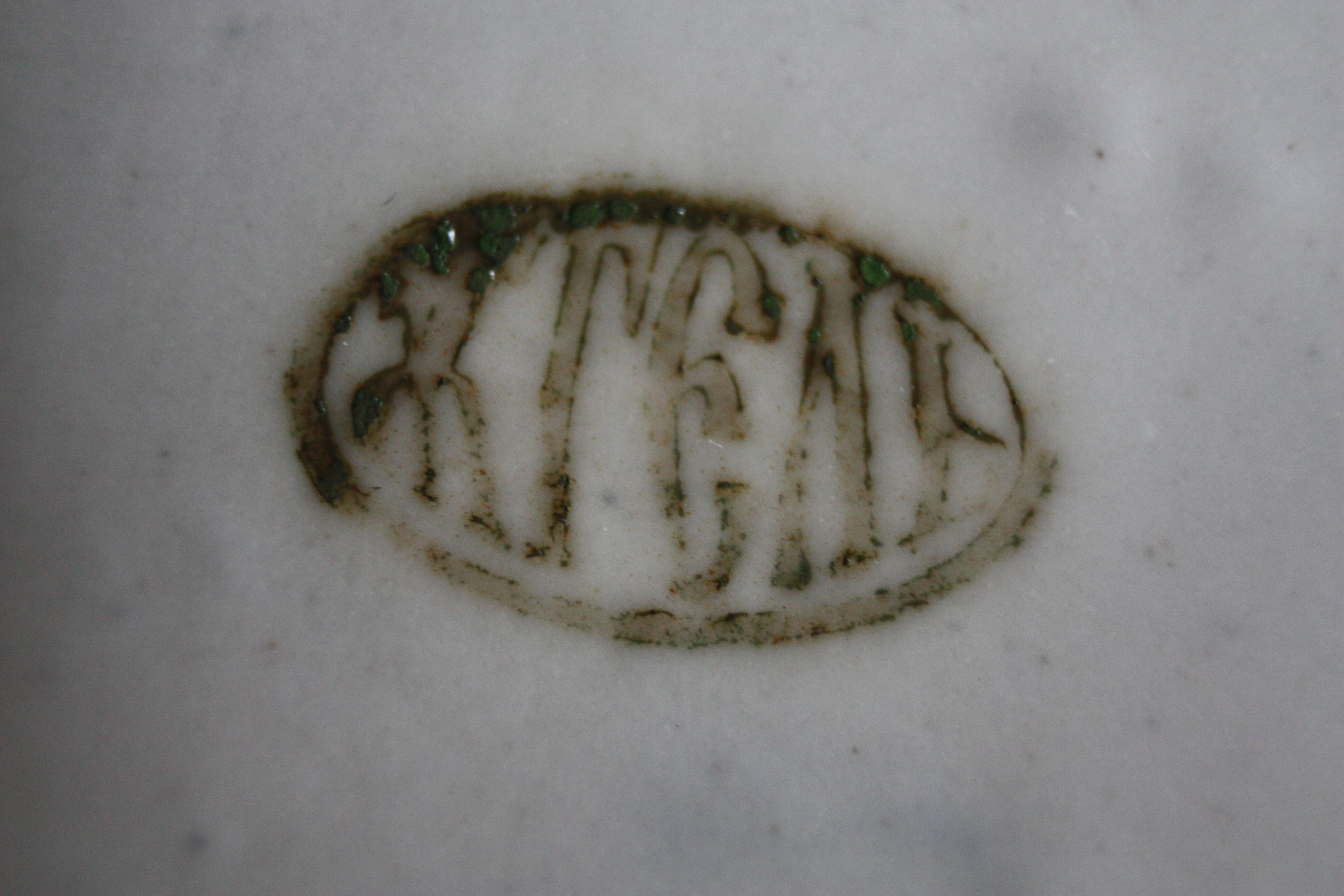
Porzellanmarke von Schgel (russ. Жгель)
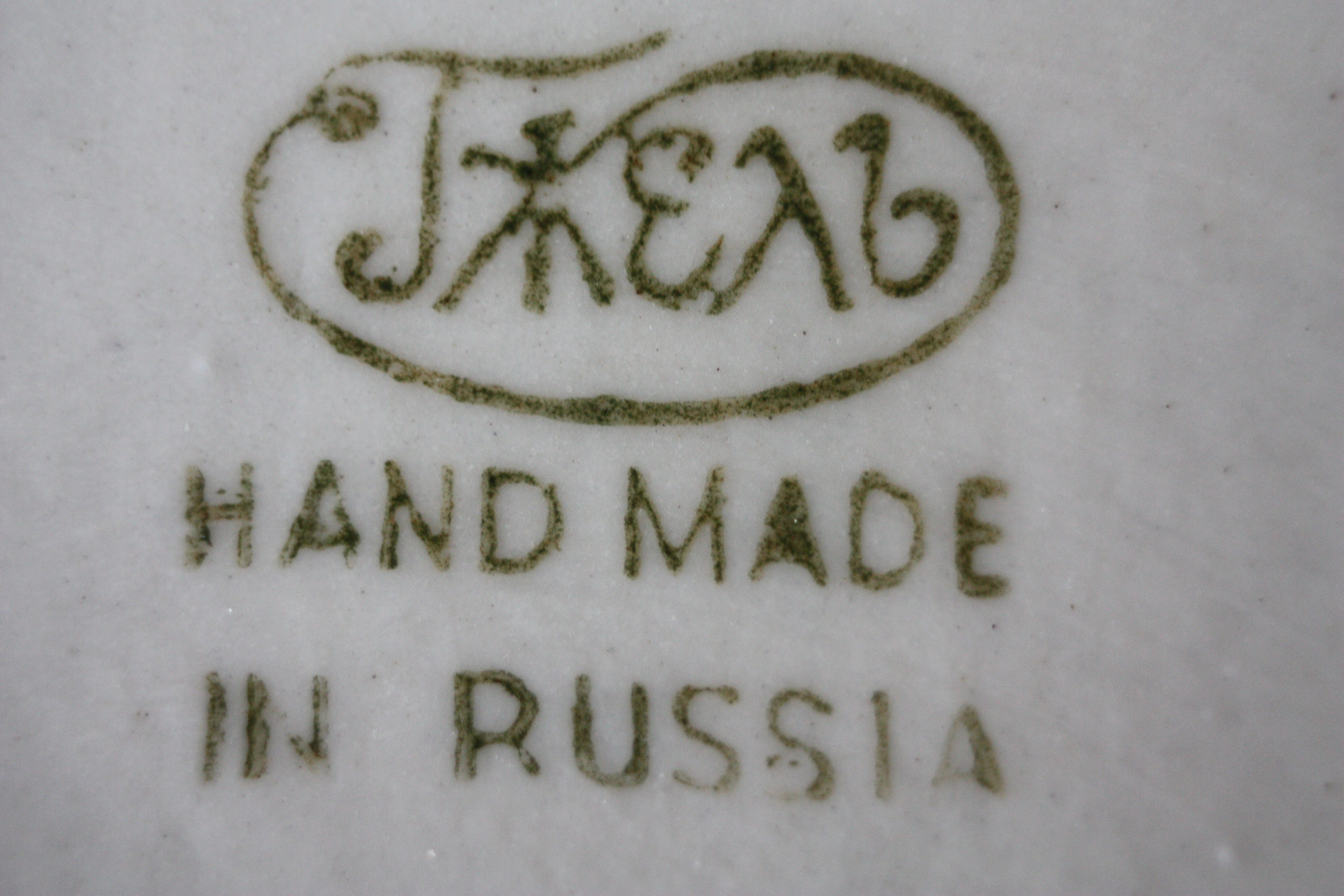
Porzellanmarke von Gschel (russ. Гжель)